# Lokal abgeschlossene Teilmenge
Eine lokal abgeschlossene Teilmenge ist im mathematischen Teilgebiet der Topologie eine Verallgemeinerung von sowohl offenen als auch abgeschlossenen Teilmengen.

## Definition
Für einen topologischen Raum {\displaystyle X} wird eine Teilmenge {\displaystyle L\subseteq X}, für welche die äquivalenten Bedingungen:
- {\displaystyle L} ist der Schnitt einer offenen und abgeschlossenen Teilmenge.
- {\displaystyle L} ist die Differenz von zwei offenen Teilmengen.
- {\displaystyle L} ist die Differenz von zwei abgeschlossenen Teilmengen.
- {\displaystyle L} ist offen in {\displaystyle {\overline {L}}}.
- {\displaystyle {\overline {L}}\setminus L} ist abgeschlossen in {\displaystyle X}.
- Für jeden Punkt {\displaystyle x\in L} gibt es eine Umgebung {\displaystyle U}, sodass {\displaystyle L\cap U} abgeschlossen in {\displaystyle U}.

erfüllt sind, lokal abgeschlossen genannt.

## Lemmata
- Endliche Schnitte von lokal abgeschlossenen Teilmengen sind wieder abgeschlossen.
- Urbilder von lokal abgeschlossenen Teilmengen unter stetigen Abbildungen sind wieder lokal abgeschlossen. Das folgt daraus, dass Urbilder mit Schnitten vertauschen und Urbilder von offenen bzw. abgeschlossenen Teilmengen unter stetigen Abbildungen wieder offen bzw. abgeschlossen sind.
- Lokalkompakte Unterräume von Hausdorff-Räumen sind als Teilmengen lokal abgeschlossen.[2]
- Unterräume von lokalkompakten Hausdorff-Räumen sind genau dann lokalkompakt, wenn diese als Teilmengen lokal abgeschlossen sind.[2]
- Ein vollständig regulärer topologischer Raum ist genau dann lokalkompakt, wenn er in seiner Stone–Čech-Kompaktifizierung lokal abgeschlossen ist.[2]
- Lokal abgeschlossene Teilmengen von vollständig regulären und Čech-vollständigen topologischen Räumen sind als Unterräume ebenfalls Čech-vollständig.[2]

## Submaximale und schwach submaximale Räume
Ein topologischer Raum, in dem jede (endliche) Teilmenge lokal abgeschlossen ist, wird (schwach) submaximal genannt.